# Nanda Costa
Fernanda Costa Campos Cotote  (sinh ngày 24 tháng 9 năm 1986 ) là một nữ diễn viên người Brazil. Cô được biết đến nhiều nhất khi đóng vai chính, Morena, trong telenovela Salve Jorge.

## Tiểu sử
Nanda Costa được sinh ra ở Paraty, bang Rio de Janeiro, Cô là người gốc Lebanon từ nguồn gốc bà ngoại của cô. Trong các cuộc phỏng vấn, cô tiết lộ được thừa nhận là người lưỡng tính từ những năm tuổi thiếu niên. Kín đáo trong cuộc sống cá nhân, Nanda Costa hiếm khi được xuất hiện trên báo chí. Nanda Costa nói về mối quan hệ của cô với nghệ sĩ bộ gõ Lan Lahn, 50 tuổi, lần đầu tiên với Marie Clarie Brazil. Họ đã ở bên nhau 5 năm và họ đã cùng nhau viết một bài hát có tên là 'Aponte' được ghi lại bởi ca sĩ nổi tiếng Maria Bethania vào năm 2017 và gần đây họ đã viết một bài hát có tên 'Não é Comum, mas é bình thường' có thể được dịch là 'Nó không bình thường nhưng nó bình thường 'về tính đại diện của LGBTQ 

## Nghề nghiệp
Nanda Costa đóng vai đầu tiên trong Rede Globo telenovela Cobras &amp; Lagartos năm 2006, trong đó cô đóng vai chính là nhân vật phản diện Madá. Sau khi tham gia vào năm 2008 trong chương trình đặc biệt por Toda Minha Vida của Globo và trong một tập của Ó Paí, Ó. Năm 2009, Nanda Costa diễn xuất trong Viver a Vida với vai Soraia. Nanda Costa đã được đề cử cho một số giải thưởng cho vai cô gái điếm Jéssica trong bộ phim năm 2010 Sonhos Roubados. Costa tham gia cùng năm với một tập phim của Clandestinos - O Sonho Começou, nhân vật cũng có tên là Nanda. Năm 2011, Nanda Costa thủ vai nhân vật phản diện Lilica trong telenovela Cordel Encantado của Duca Rachid và Thelma Guedes. Nanda Costa đóng vai chính, Morena, một nạn nhân của nạn buôn người, trong Rede Globo telenovela Salve Jorge năm 2012 của Glória Perez.